# Конаков, Сергей Иосифович
Сергей Иосифович Конаков (род. 25 мая 1967 года) — советский и российский игрок в хоккей с мячом, нападающий, мастер спорта СССР (1986).

## Карьера
Родился в подмосковском посёлке Обухово. Начал заниматься хоккеем с мячом в Обухово в 1973 году в хоккейной школе клуба «Труд», в котором наставником игрока был Юрий Шорин. На детско-юношеском уровне в составе команды «Обуховец» в 1983 году побеждает в соревнованиях на призы клуба «Плетёный мяч», был признан лучшим нападающим турнира.
Выступал за команды:
- 1984/85 — «Строитель» (Сыктывкар)
- 1985—1987 (до окт.) — СКА (Свердловск)
- 1986 (дек.), 1987 (фев.) — «Уралхиммаш» (Свердловск)
- 1987 (с ноя.) — 1990 — «Строитель» (Сыктывкар)
- 1990—1993 — «Вымпел» (Калининград Московской области)
- 1993/94 — «Вейтеря» (Лаппенранта, Финляндия)
- 1994 (янв.), 1994/95 — «Вымпел» (Калининград Московской области)
- 1995/96 — «Селонгер» (Сундсвалль, Швеция)
- 1996/97 — «Динамо» (Москва)
- 1997—1999 — «Водник» (Архангельск)
- 1999—2001 — «Строитель» (Сыктывкар)
- 2001/02 — «Старт» (Нижний Новгород)
- 2002 (июл.—окт.) — «Строитель» (Сыктывкар)
- 2002 (с ноя.) — 2003 (до ноя.) — «Ракета» (Казань)
- 2003 (с ноя.) — 2005 (до дек.), 2006—2011 — «Вымпел» (Королёв)

В высшей лиге чемпионатов СССР провёл 130 игр, забил 26 мячей («Строитель» — 69, 10; СКА (Свердловск) — 35, 2; «Вымпел» — 26, 14).
В высшей лиге чемпионатов России провёл 218 игр, забил 238 мячей («Водник» — 55, 60; «Строитель» — 50, 62; «Вымпел» — 33, 44; «Старт» — 28, 16; «Динамо» (Москва) — 27, 47; «Ракета» — 25, 9).
Рекордсмен по количеству сыгранных матчей (173) и лучший бомбардир (190) «Вымпела» в первой лиге чемпионатов России.
С 2006 по 2009 год был играющим тренером «Вымпела».
После завершения игровой карьеры работал тренером в ДЮСШ «Вымпел».

## Достижения
СКА (Свердловск)
 Победитель Спартакиады народов СССР: 1986 (в составе сборной Свердловской области) 

 Чемпион СССР среди юниоров: 1986
«Вымпел»
 Чемпион РСФСР/первой лиги чемпионата СССР: 1990/91
«Вейтеря»
 Серебряный призёр чемпионата Финляндии 1993/94
«Водник»
 Чемпион России (2): 1997/98, 1998/99 

 Финалист Кубка России: 1999 

 Финалист Кубка европейских чемпионов: 1997
«Старт»
 Серебряный призёр чемпионата России: 2001/02
Сборная СССР (юниорская)
 Чемпион мира среди юниоров: 1986
Личные
- В списке 22-х лучших игроков сезона: 1998
- Лучший бомбардир чемпионата России: 1997 (47 мячей)

### Комментарии
1. ↑  Количество игр и голов за клуб(ы) в высшем дивизионе чемпионатов СССР/СНГ/России